# Primorsko-Akhtarsk
Primorsko-Akhtarsk (en russe : Приморско-Ахтарск) est une ville du kraï de Krasnodar en Russie et le centre administratif du raïon Primorsko-Akhtarski. Sa population s'élève à 31 921 habitants en 2013.
Une base aérienne y est en service depuis 1954.

## Géographie
Primorsko-Akhtarsk est située sur la côte de la mer d'Azov, à 129 km au nord-est de Krasnodar.

### Climat
| Mois                                        | jan.       | fév.       | mars       | avril     | mai       | juin      | jui.      | août      | sep.      | oct.      | nov.       | déc.       | année      |
| ------------------------------------------- | ---------- | ---------- | ---------- | --------- | --------- | --------- | --------- | --------- | --------- | --------- | ---------- | ---------- | ---------- |
| Température minimale moyenne (°C)           | −2,9       | −2,6       | 2          | 7,9       | 13,9      | 18,5      | 20,9      | 20        | 14,8      | 8,7       | 2,6        | −1,2       | 8,5        |
| Température moyenne (°C)                    | −0,6       | 0,1        | 5          | 11,6      | 17,9      | 22,5      | 25,2      | 24,6      | 18,8      | 12,2      | 5,3        | 1,1        | 12,2       |
| Température maximale moyenne (°C)           | 2,5        | 4,1        | 9,5        | 16,7      | 23        | 27,3      | 30,1      | 29,9      | 24,1      | 16,9      | 9,2        | 4,2        | 16,5       |
| Record de froid (°C) date du record         | −27,2 1950 | −27,8 1954 | −17,4 1985 | −4,8 1965 | 2 1981    | 8 2003    | 12,1 1983 | 7,8 1949  | 0,9 1986  | −7,2 1951 | −21,1 1953 | −22,8 1953 | −27,8 1954 |
| Record de chaleur (°C) date du record       | 17,5 1999  | 19,8 2021  | 26,5 1983  | 30,6 1969 | 36,1 2007 | 39,3 2018 | 40,7 2016 | 40,3 2010 | 37,3 1994 | 33,7 1999 | 24,5 2010  | 20,7 2008  | 40,7 2016  |
| Précipitations (mm)                         | 54         | 44         | 47         | 36        | 48        | 59        | 45        | 43        | 45        | 44        | 45         | 50         | 560        |
| dont neige (cm)                             | 3          | 3          | 1          | 0         | 0         | 0         | 0         | 0         | 0         | 0         | 0          | 1          | 8          |
| Record de pluie en 24 h (mm) date du record | 31 1976    | 26 2013    | 34 2001    | 33 1963   | 69 2008   | 97 1971   | 100 1972  | 93 1977   | 111 1976  | 53 2000   | 60 2007    | 39 1962    | 111 1976   |
| Nombre de jours avec précipitations         | 11         | 11         | 13         | 13        | 12        | 11        | 8         | 7         | 10        | 11        | 13         | 13         | 133        |
| Humidité relative (%)                       | 84         | 81         | 78         | 72        | 69        | 70        | 66        | 66        | 70        | 76        | 83         | 85         | 75         |
| Nombre de jours avec neige                  | 9          | 9          | 6          | 0,3       | 0         | 0         | 0         | 0         | 0         | 0,4       | 3          | 9          | 37         |
| Nombre de jours d'orage                     | 0,03       | 0,04       | 0,1        | 1         | 2         | 6         | 5         | 4         | 3         | 1         | 0,3        | 0          | 22         |
| Nombre de jours avec brouillard             | 4          | 3          | 2          | 1         | 0,1       | 0,1       | 0         | 0,4       | 1         | 3         | 3          | 5          | 23         |

| Diagramme climatique                                  |           |        |           |          |            |            |          |            |           |          |           |
| J                                                     | F         | M      | A         | M        | J          | J          | A        | S          | O         | N        | D         |
| 2,5−2,954                                             | 4,1−2,644 | 9,5247 | 16,77,936 | 2313,948 | 27,318,559 | 30,120,945 | 29,92043 | 24,114,845 | 16,98,744 | 9,22,645 | 4,2−1,250 |
| Moyennes : • Temp. maxi et mini °C • Précipitation mm |           |        |           |          |            |            |          |            |           |          |           |

## Histoire
En 1774, au cours de la guerre russo-turque de 1768-1774, les troupes russes s'emparèrent de la forteresse de Bakhtar Akhtar. Sur son emplacement, fut bâtie en 1778 la redoute d'Ahtarski. Mais la redoute perdit sa valeur militaire et sa place une grande ferme fut établie en 1829. En 1900, se développa un village nommé Primorié Ahtarskaïa, reprenant la signification du nom de la forteresse turque du XVIIIe siècle. En 1949, le village accéda au statut de ville et prit le nom de Primorsko-Akhtarsk.

## Population
Recensements (*) ou estimations de la population
| 1959*  | 1970*  | 1979*  | 1989*  |
| ------ | ------ | ------ | ------ |
| 22 006 | 25 981 | 27 957 | 30 047 |

| 2002*  | 2010*  | 2012   | 2013   |
| ------ | ------ | ------ | ------ |
| 32 677 | 32 150 | 32 245 | 31 921 |